# Отто Браунек
Отто Браунек (нім. Otto Brauneck; 27 лютого 1896, Зульцбах, Німецька імперія — 26 липня 1917, Зоннебеке, Бельгія) — німецький льотчик-ас, лейтенант Прусської армії.

## Біографія
Учасник Першої світової війни. Почав службу в авіації на Македонському фронті у складі 69-го польового льотного дивізіону, здобув чотири перемоги. 14 січня 1917 року перейшов в 25-ту винищувальну ескадрилью, почавши літати на винищувачах. Наприкінці березня 1917 року на його рахунку були 7 перемог. Перемогу, здобуту 1 березня, підтверджено не було. Всього йому було зараховано 6 перемог, хоча на рахунку Браунека було 10 збитих літаків супротивника. 20 квітня 1917 року був переведений на Західний фронт до складу 11-ї винищувальної ескадрильї під командуванням барона Манфреда фон Ріхтгофена. Тут йому вдалося довести кількість своїх офіційних перемог до десяти, ще 5 перемог залишились непідтвердженими. Передбачається, що останній літак, збитий Браунеком, пілотував флайт-сублейтенант Джон Альберт Пейдж із 10-ї морської ескадрильї, який саме здобув свою сьому перемогу.
Загинув 26 липня 1917 року під час бойового вильоту проти 70-ї ескадрильї. У районі Зоннебеке його збив капітан Ноел Вебб, який невдовзі (16 серпня) загинув від руки Вернера Фосса з 10-ї винищувальної ескадрильї.

## Нагороди
- Залізний хрест 2-го і 1-го класу
- Нагрудний знак військового пілота (Пруссія)
- Королівський орден дому Гогенцоллернів, лицарський хрест з мечами (19 січня 1917)